# 川勝重氏
川勝 重氏（かわかつ しげうじ）は、安土桃山時代から江戸時代前期にかけての武将・旗本。継氏系重氏流川勝家初代当主。

## 生涯
天正15年（1587年）、川勝継氏の二男として丹波国に生まれた。慶長8年（1603年）、召されて初代将軍・徳川家康に仕え、慶長12年（1607年）7月に甥の川勝広綱より丹波氷上郡内に500石の分知を受けて旗本家を興した。家紋は釘抜、桐に鳳凰。通し字は「氏」。
慶長20年（1615年）大坂夏の陣に供奉した。元和3年（1617年）5月26日、2代将軍・徳川秀忠より所領安堵の御判書を賜った。後に、小姓組を務め、その後書院番となった。寛永10年（1633年）2月7日、武蔵国橘樹郡内に200石を加えられ、合わせて丹波・武蔵内700石を知行するようになった。後に番を辞して、小普請となった。
承応2年（1653年）8月24日、死去。享年67。家督は嫡男・将氏が継いだ。